# Trilogía estadounidense
Las tres novelas de Philip Roth que componen su denominado ciclo de «los Estados Unidos perdidos» o también llamado «Trilogía estadounidense» son:
Pastoral americana (1997),
Me casé con un comunista (1998) y
La mancha humana (2000).
Las tres novelas tienen una estructura narrativa similar: Partiendo de un presente concreto (después de una reunión de exalumnos de instituto, o del funeral de Richard Nixon, o del impeachemnet a Bill Clinton) Zuckerman, el alter ego narrativo de Roth, transcribe conversaciones mantenidas con o acerca de personas ya fallecidas, personas que constituirán el núcleo sobre el que se desarrolle la novela. Así Jerry Levov le habla a Zuckerman sobre su hermano, Seymor Levov el Sueco (en Pastoral estadounidense), Murray Ringold sobre su hermano Ira (en Me casé con un comunista), y Coleman Silk sobre sí mismo (en La mancha humana).
Todas estas historias tienen la característica común de estar concluidas, cosa que saben quienes conversan con Zuckerman, pero no el propio narrador, ya que él ha sido eventual partícipe en la historia que le cuentan, de forma que la historia que le cuentan completa, desvirtúa, enriquece o transforma el conocimiento previo que Zuckerman tenía sobre el tema.
Con esto en las novelas mencionadas se pueden apreciar tres tiempos narrativos, el tiempo de la conversación, el tiempo de la escritura de Zuckerman, el tiempo de la acción principal. Estos tiempos se alternan de manera aleatoria, al menos aparentemente ya que si hay alguna cosa que se puede destacar en Roth es la minuciosa preparación de sus textos, de manera que la visión que tiene el lector del personaje principal y su entorno se presenta de manera fragmentaria, con continuos saltos temporales y con distintos puntos de vista, constituyendo al final una minuciosa construcción global de un personaje y de la época en que vivió.